# Bhalswa Jahangir Pur
Bhalswa Jahangir Pur è una suddivisione dell'India, classificata come census town, di 151.427 abitanti, situata nel distretto di Delhi Nord Ovest, nello territorio federato di Delhi. In base al numero di abitanti la città rientra nella classe I (da 100.000 persone in su).

## Geografia fisica
La città è situata a 28° 44' 08 N e 77° 09' 50 E.

## Società

### Evoluzione demografica
Al censimento del 2001 la popolazione di Bhalswa Jahangir Pur assommava a 151.427 persone, delle quali 83.289 maschi e 68.138 femmine. I bambini di età inferiore o uguale ai sei anni assommavano a 26.079, dei quali 13.566 maschi e 12.513 femmine. Infine, coloro che erano in grado di saper almeno leggere e scrivere erano 90.023, dei quali 55.647 maschi e 34.376 femmine.